# Lyonetia myricella
Lyonetia myricella là một loài bướm đêm thuộc họ Lyonetiidae. Nó được tìm thấy ở Nhật Bản (Kyushu, Yakushima).
Sải cánh dài khoảng 7-7.5 mm. Con trưởng thành bay vào tháng 11.
Ấu trùng ăn Myrica rubra. Chúng ăn lá nơi chúng làm tổ. 